# Antas von Olival da Pêga

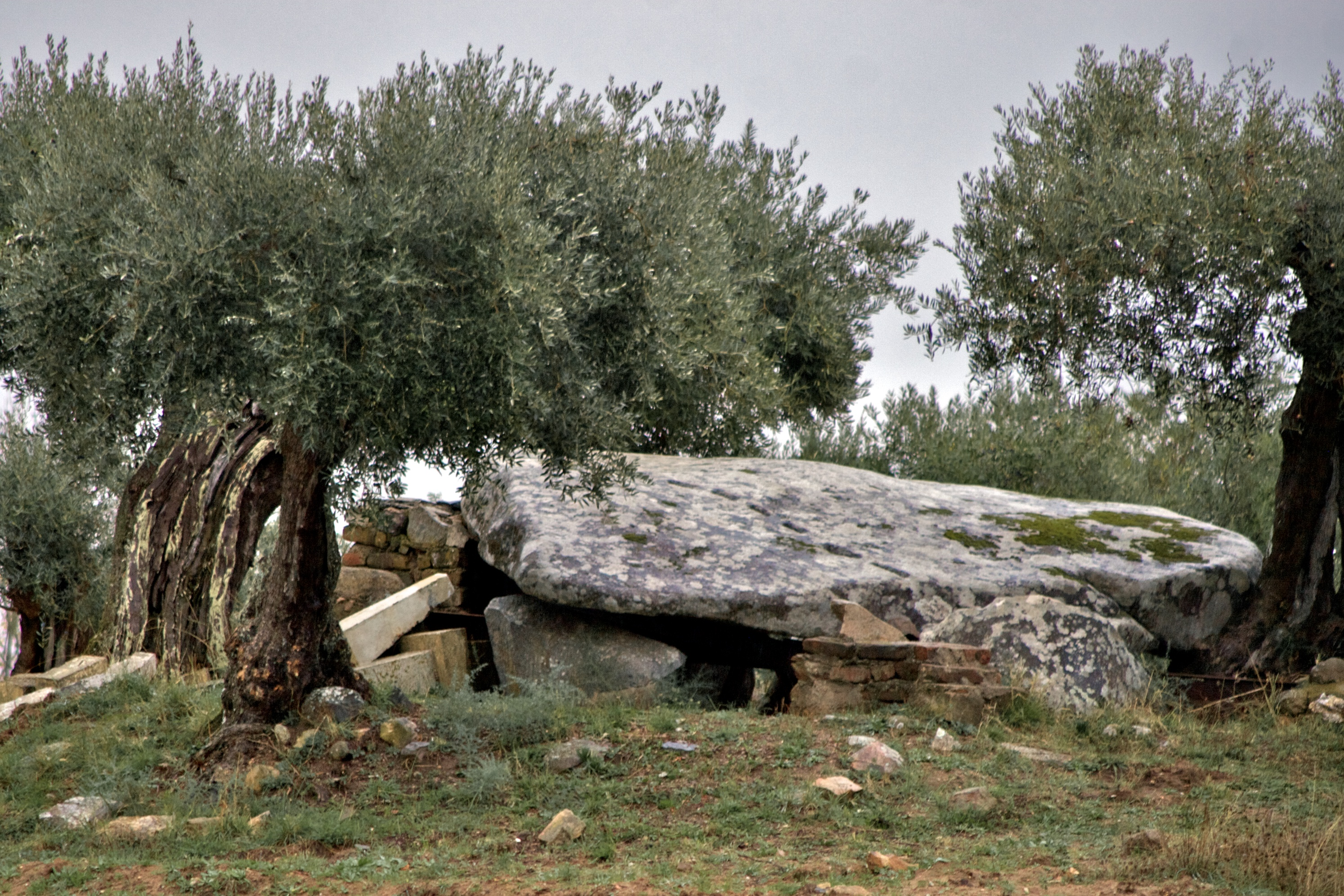
Anta 1

Die Antas von Olival da Pêga liegen in Telheiro, eine Ortschaft der Gemeinde Monsaraz im Distrikt Évora in Portugal. Anta oder Dolmen ist die portugiesische Bezeichnung für etwa 5000 Megalithanlagen, die während des Neolithikums im Westen der Iberischen Halbinsel von den Nachfolgern der Cardial- oder Impressokultur errichtet wurden. 
Die Antas gehören zu einem Ensemble, zu dem noch vier andere megalithische Strukturen gehören, was die Gruppe zu einer der bedeutendsten auf der Iberischen Halbinsel macht. Die Dolmen und ihre Gänge sind in einer komplexen Struktur von etwa 40 Meter Durchmesser integriert. Die Megalithen von Olival da Pega datieren auf 3500–3000 v. Chr. und bestehen aus den Antas 1 und 2. Zu beachten ist, dass die umherliegenden Steine nicht eindeutig zugeordnet werden können. 
Die Bedeutung der Antas wird durch die Menge der gefundenen Beigaben angezeigt, die 134 Schieferplattenidole und Scherben von 200 Keramiken und Tierskulpturen umfassen. Bestattet wurden in jedem Komplex 140 bzw. 118 Personen. Diese Anhäufung betrifft nur diese Megalithanlagen und zeigt keine Kontinuität mit anderen, was angesichts der nahezu durchgängigen Beraubung portugiesischer Antas nicht verwundern kann.
Anta 1 hat eine polygonale Kammer mit einem großen Kopfbereich, der von zwei seitlichen Orthostaten und dem breiten Zugang flankiert wird. Im Gegensatz zur Kammer ist der Gang niedrig. Die Kammer der Anta 1 wurde zunächst von  Vera und Georg Leisner ausgegraben, die ein umfangreiches Artefaktarsenal fanden, das die Nutzung durch eine große Gemeinschaft anzeigte. Zwischen 1990 und 1997 erfolgte durch V. S. Gonçalves und Ana Catarina Sousa, die den gesamten Komplex aufdeckten, eine zweite Ausgrabung. Sie fanden zwei Stelen im Gang und einen gepflasterten Hof, dessen ausgezeichneter Zustand (einschließlich der Beigabenlager) zu erkennen gab, dass das Denkmal aus dem späten 3. Jahrtausend stammte und allmählich vier Komplexe hinzugefügt wurden. 
Anta 2 besteht aus einer geschlossenen Kammer, die von einer großen Deckplatte bedeckt ist. Der Gang ist etwa 16,0 m lang, der längste Portugals. Er wurde in zwei Phasen erbaut. Anscheinend wurden in Phase 2 zwei Säulen aus Schiefer (nicht aus Granit wie der Rest der Anlage) eingebaut. Beide waren beinahe allseits mit Schälchen bedeckt. Neben einer Säule wurden schlecht erhaltene menschliche Knochen und ein kleiner Haufen Artefakte gefunden, darunter ein diamantförmiger Gegenstand, wahrscheinlich aus Kupfer.
In der Nähe steht der Menhir von Barrocal.